# Supercoppa Sammarinese 2019
La Supercoppa Sammarinese 2019 è stata la 34ª edizione di tale competizione. Vi hanno preso parte la vincitrice del Campionato Dilettanti 2018-2019 e la detentrice della Coppa Titano 2018-2019, e si è concluso con la vittoria del Tre Fiori, al suo quinto titolo.

## Le squadre
| Squadre   | Qualificazione                                 | Partecipazioni precedenti (il grassetto indica la vittoria)     |
| --------- | ---------------------------------------------- | --------------------------------------------------------------- |
| Tre Penne | Vincitore del Campionato Sammarinese 2018-2019 | 8 (2000, 2005, 2010, 2012, 2013, 2016, 2017, 2018)              |
| Tre Fiori | Vincitrice della Coppa Titano 2018-2019        | 10 (1988, 1991, 1992, 1993, 1995, 1998, 2001, 2007, 2010, 2011) |

## Tabellino
| Arbitro: | Andrea Mei |

|             |           |                                 |
| Cibelli 75’ | Marcatori | 19’ Apezteguía 60’ Gjurchinoski |